# Roko Badžim
Roko Badžim (Sebenico, 18 agosto 1997) è un cestista croato.

## Palmarès
- Campionato sloveno: 1

Union Olimpija: 2017-18